# Иван Яремчук
Иван Яремчук (на украински: Іван Яремчук; на руски: Иван Яремчук) е съветски и украински футболист и треньор. Почетен майстор на спорта на СССР (1986).

## Кариера

### Национален отбор
За националния отбор на СССР той изиграва 19 мача и вкарва 1 гол. Участник на Световното първенство през 1986 и 1990 г.
Той трябва да играе и на Евро 1988, но три месеца преди началото му се контузва (счупен пръст на ръката) в последния мач на шампионата на СССР с Черноморец Одеса.

## Скандал
През декември 2009 г. той е обвинен в „неестествен секс“ с непълнолетно момиче. Яремчук е осъден на пробация за педофилия през октомври 2010 г. Той е канил 13-годишни момичета в апартамента си и им е плащал 200 гривни, за да правят орален секс с него.

## Отличия

### Отборни
Динамо Киев
- Съветска Висша лига: 1985, 1986, 1990
- Купа на СССР по футбол: 1985, 1987, 1990
- Суперкупа на СССР по футбол: 1986, 1987
- Купа на носителите на купи: 1986